# Радио Франции
«Радио Франс» (фр. «Radio France») — анонимное общество, осуществляющее радиовещание во Франции с 6 января 1975 года, в 1975—1981 гг. — обладавшее монополией на радиовещание в стране.

## Радиовещательная деятельность компании
Компания ведёт или вела:
- с 1975 года — вещание по 1-й (информационной, общественно-политической и художественной) радиопрограмме во Франции (радиопрограмме «Франс Энтер» (France Inter)), звучащей в большинстве городов Франции и их пригородов на ультракоротких волнах (в том числе по системам «ДАБ», «ДВБ-Т», «ДВБ-Ц», «ДВБ-С»), в 1975—2017 гг. — в большинстве населённых пунктов Западной Европы на длинных волнах[2];
- с 1975 года — вещание по 2-й (информационно-музыкальной) радиопрограмме в Париже (радиопрограмме ФИП (FIP)), звучащей Париже, его пригородах и ряде крупных городов Франции на ультракоротких волнах (в том числе по системам «ДАБ», «ДВБ-Т», «ДВБ-Ц», «ДВБ-С»);
- с 1975 года — вещание по 3-й (информационной и художественной) радиопрограмме во Франции (радиопрограмме «Франс Кюльтюр» (France Culture)), звучащей в большинстве городов Франции и их пригородов на ультракоротких волнах (в том числе по системам «ДАБ», «ДВБ-Т», «ДВБ-Ц», «ДВБ-С»), до 1980 года также в областях Иль-де-Франс и Центр также и на средних волнах;
- с 1975 года — вещание по 4-й (музыкальной) радиопрограмме во Франции (радиопрограмме «Франс Мюзик» (France Musique)), звучащей в большинстве городов Франции и их пригородов на ультракоротких волнах (в том числе по системам «ДАБ», «ДВБ-Т», «ДВБ-Ц», «ДВБ-С»);
- с 1980 года вещание по музыкальной радиопрограмме «Франс Блю», до 2000 года называвшейся «Радио Блю» («Radio Bleue»), звучащей на ультракоротких волнах (в том числе по системам «ДАБ», «ДВБ-Т», «ДВБ-Ц», «ДВБ-С»), в 2000—2015 гг. также и на средних волнах в областях Эльзас и Корсика, в 1980—2000 гг. — на средних волнах во всех областях;
- с 1997 года вещание по молодёжной радиопрограмме «Мув», звучащей на ультракоротких волнах (в средних и мелких городах только по системам «ДАБ», «ДВБ-Т», «ДВБ-Ц», «ДВБ-С»);
- с 1980 года вещание по информационной радиопрограмме «Франс Энфо», звучащей на ультракоротких волнах (в средних и мелких городах только по системам «ДАБ», «ДВБ-Т», «ДВБ-Ц», «ДВБ-С»), с 2000 до 2015 года также и на средних волнах во всех областях, до 1987 года называлась «Радио 7» (Radio 7) и была молодёжной;
- (специализированные радиопрограммы)
  - с 1989 до 30 августа 2010 года вещание по специализированной радиопрограмме «Франс Вивас» (France Vivace), до 15 декабря 2005 года называвшейся «Эктор» (Hector)[3], звучавшей на ультракоротких волнах по системе «ДАБ»
- (иновещание)
  - с 1975 до 1982 года радиопередачи на испанском (испанская программа (Programme espagnol)) и немецком (немецкая программа (Programme allemand)) языках;
  - с 1975 до 1982 года радиопередачи на французском языке («Канал Юг» (La Chaîne Sud) в Африке, с 16 февраля 1976 до 1982 года «Канал Запад» (La Chaîne Ouest) в Канаде и на Гаити, 1 апреля 1977 до 1982 года «Канал Восток» (La Chaîne Est)[4][5] в Восточной Европе);
  - с 1977 до 1982 года — радиопередачи на польском, чешском, словацком, венгерском, румынском, словенском, сербо-хорватском, македонском, греческом и русском, а также на португальском (португальская программа (Programme portugais)), арабском и японском языках.
- (область Эльзас)
  - с 1983 до 2020 года местные передачи по программе «Франс Энтер Пари» («ФИП Страсбур» (FIP Strasbourg)), звучавшие на ультракоротких волнах коммуне Страсбург;
  - с 2000 года местные передачи по программе «Франс Блю» в области Эльзас («Франс Блю Эльзас» (France Bleu Alsace));
  - в 1983—2000 гг. вещание по 2-й радиопрограмме в области Эльзас (радиопрограмме «Радио Франс Эльзас» («Radio France Alsace»));
- (области Лотарингия и Шампань-Арденны)
  - с 1983 до 1984 года местные передачи по программе «Франс Энтер Пари» в коммуне Нанси («ФИЛ» (FIL));
  - с 2001 года местные передачи по программе «Франс Блю» в департаменте Мозель («Франс Блю Лоррэн Нор» (France Bleu Lorraine Nord));
  - с 2000 года местные передачи по программе «Франс Блю» в департаментах Вогёзы и Мёрт и Мозель («Франс Блю Сю Лоррэн» (France Bleu Sud Lorraine));
  - с 1983 до 1988 года местные передачи по программе «Франс Энтер Пари» в коммуне Реймс («ФИР» (FIR));
  - с 2000 года местные передачи по программе «Франс Блю» в области Шампань-Арденны («Франс Блю Шампань-Арденн» (France Bleu Champagne-Ardenne));
  - в 1983—2000 гг. вещание по 2-й радиопрограмме в области Лотарингия (радиопрограмме «Радио Франс Нанси Лоррэн» («Radio France Nancy Lorrain»));
- (области Нор — Па-де-Кале и Пикардия)
  - с 1983 до 2000 года местные передачи по программе «ФИП» в коммуне Лилль («ФИП Лилль» (FIP Lille));
  - с 2000 года местные передачи по программе «Франс Блю» в области Нор-па-де-Кале («Франс Блю Нор» (France Bleu Nord));
  - с 2000 года местные передачи по программе «Франс Блю» в области Пикардия («Франс Блю Пикарди» (France Bleu Picardie));
  - в 1983—2000 гг. вещание по 2-й радиопрограмме в области Нор-па-де-Кале (радиопрограмме «Радио Франс Фрекванс Нор» («Radio France Fréquence Nord»));
  - в 1985—2000 гг. вещание по 2-й радиопрограмме в области Пикардия (радиопрограмме «Радио Франс Пикарди» («Radio France Picardie»));
- (области Верхняя Нормандия и Нижняя Нормегдия)
  - с 1985 до 1988 года местные передачи по программе «ФИП» в коммуне Шербур («ФИЦ» (FIC))
  - с 2000 года местные передачи по программе «Франс Блю» в области Верхняя Нормандия («Франс Блю Норманди (Руан)» (France Bleu Normandie (Rouen)));
  - с 2000 года местные передачи по программе «Франс Блю» в департаментах Кальвадос и Орн («Франс Блю Норманди (Кан)» (France Bleu Normandie (Caen)));
  - с 2000 года местные передачи по программе «Франс Блю» в департаменте Манш («Франс Блю Котентен» (France Bleu Cotentin));
  - в 1983—2000 гг. вещание по 2-й радиопрограмме в области Верхняя Нормандия, а до 1986 года также и в департаментах Кальвадос и Орн (радиопрограмме «Радио Франс Норманди 96,3» («Radio France Normandie 96.3»));
  - в 1986—2000 гг. вещание по 2-й радиопрограмме в департаментах Кальвадос и Орн (радиопрограмме «Радио Франс Норманди Кан» («Radio France Normandie Caen»)
  - в 1983—2000 гг. вещание по 2-й радиопрограмме в департаменте Манш (радиопрограмме «Радио Франс Шербур» («Radio France Cherbourg»));
- (области Иль-де-Франс и Центр)
  - с 2002 года местные передачи по программе «Франс Блю» в регионе Иль-де-Франс («Франс Блю Пари» (France Bleu Paris));
  - с 1985 до 1988 года местные передачи по программе «ФИП» в коммуне Тур («ФИТ» (FIT))
  - с 2000 года местные передачи по программе «Франс Блю» в департаментах Эр и Луар, Луар и Шер, Луаре («Франс Блю Орлеан» (France Bleu Orléans));
  - с 2000 года местные передачи по программе «Франс Блю» в департаментах Эндр и Шер («Франс Блю Берри» (France Bleu Berry));
  - с 2000 года местные передачи по программе «Франс Блю» в департаменте Эндр и Луара («Франс Блю Турэн» (France Bleu Touraine));
  - до 2000 года вещание по 2-й радиопрограмме в департаменте Сена-и-Марна (радиопрограмме «Радио Франс Мелюн» («Radio France Melun»));
  - в 1983—2000 году вещание по 2-й радиопрограмме в департаментах Эр и Луар, Луар и Шер, Луаре («Радио Франс Орлеан» («Radio France Orléans»));
  - в 1983—2000 году вещание по 2-й радиопрограмме в департаментах Эндр и Шер (радиопрограмме «Радио Франс Берри Сю» («Radio France Berry Sud»));
  - в 1988—2000 году вещание по 2-й радиопрограмме в департаменте Эндр и Луара (радиопрограмме «Радио Франс Тур» («Radio France Tours»)
- (области Бургундия и Франш-Конте)
  - с 2000 года местные передачи по программе «Франс Блю» в области Франш-Конте, кроме департамента Бельфор («Франс Блю Безансон» (France Bleu Besançon));
  - с 2000 года местные передачи по программе «Франс Блю» в департаменте Бельфор («Франс Блю Бельфор Монбельяр» (France Bleu Belfort Montbéliard));
  - с 2000 года местные передачи по программе «Франс Блю» в области Бургундия, кроме департамента Осер («Франс Блю Бургонь» (France Bleu Bourgogne));
  - с 2000 года местные передачи по программе «Франс Блю» в департаменте Осер («Франс Блю Осер» (France Bleu Auxerre));
  - в 1983—2000 году вещание по 2-й радиопрограмме в области Франш-Конте, кроме департамента Бельфор («Радио Франс Безансон» («Radio France Besançon»)
  - в 1983—2000 году вещание по 2-й радиопрограмме в департаменте Бельфор (радиопрограмме «Радио Франс Бельфор» («Radio France Belfort»))
  - «Радио Франс Бельфор» («Radio France Belfort»)
  - в 1983—2000 гг. вещание по 2-й радиопрограмме в области Бургундия, кроме департамента Осер («Радио Франс Дижон Бургонь» («Radio France Dijon Bourgogne»));
  - в 1988—2000 году вещание по 2-й радиопрограмме в департаменте Осер (радиопрограмме «Радио Франс Осер» («Radio France Auxerre»));
- (области Бретань и Земли Луары)
  - с 1983 до 2020 года местные передачи по программе «ФИП» («ФИП Нант» (FIP Nantes)), звучавшие в коммунах Нант и Сен-Назэр;
  - с 1 июня 2010 года местные передачи по программе «Франс Блю» в департаменте Сарта («Франс Блю Мэн» (France Bleu Maine));
  - с 2000 года местные передачи по программе «Франс Блю» в департаментах Атлантическая Луара, Мен и Луара, Сарта и Вандея («Франс Блю Луар Осеан» (France Bleu Loire Océan));
  - с 2000 года местные передачи по программе «Франс Блю» в департаменте Майенн («Франс Блю Майенн» (France Bleu Mayenne));
  - с 2000 года местные передачи по программе «Франс Блю» в департаментах Иль-и-Вилен, Кот-д’Армор и Морбиан («Франс Блю Арморик» (France Bleu Armorique));
  - с 2000 года местные передачи по программе «Франс Блю» в департаменте Финистер («Франс Блю Брез Изель» (France Bleu Breizh Izel));
  - в 1983—2000 гг. вещание по 2-й радиопрограмме в департаментах Иль-и-Вилен, Кот-д’Армор и Морбиан, до 1985 года также в департаментах Атлантическая Луара, Мен и Луара, Сарта и Вандея («Радио Франс Арморик» (Radio France Armorique));
  - в 1983—2000 гг. вещание по 2-й радиопрограмме в департаменте Финистер («Радио Франс Брез Изель» («Radio France Breiz Izel»));
  - в 1983—2000 гг. вещание по 2-й радиопрограмме в департаменте Майенн (радиопрограмме «Радио Франс Майен» («Radio France Mayenne»));
  - в 1985—2000 гг. вещание по 2-й радиопрограмме в департаментах Атлантическая Луара, Мен и Луара, Сарта и Вандея («Радио Франс Луар Осеан» («Radio France Loire Océan»));
- (области Рона-Альпы и Овернь)
  - с 1983 до 2000 года местные передачи по программе «ФИП» в коммуне Лион («ФИП Лион» (FIP Lyon));
  - с 2000 года местные передачи по программе «Франс Блю» в департаментах Савойя и Верхняя Савойя («Франс Блю Па де Савойе» (France Bleu Pays de Savoie));
  - с 2000 года местные передачи по программе «Франс Блю» в департаментах Дром и Ардеш «Франс Блю Дром Ардеш» (France Bleu Drôme Ardèche));
  - с 2000 года местные передачи по программе «Франс Блю» в департаменте Изер («Франс Блю Изер» (France Bleu Isère));
  - с 9 сентября 2012 года местные передачи по программе «Франс Блю» в департаменте Луара («Франс Блю Сен-Этьен Луар» (France Bleu Saint-Etienne Loire));
  - с 2000 года местные передачи по программе «Франс Блю» в области Овернь («Франс Блю Па д’Овернь» (France Bleu Pays d’Auvergne));
  - в 1983—2000 гг. вещание по 2-й радиопрограмме в области Овернь (радиопрограмме «Радио Франс Пю де Дом» («Radio France Puy de Dôme»));
  - в 1983—2000 гг. вещание по 2-й радиопрограмме в департаментах Дром и Ардеш (радиопрограмме «Радио Франс Дром Ардеш» («Radio France Drôme»));
  - в 1983—2000 гг. вещание по 2-й радиопрограмме в департаменте Изер («Радио Франс Изер» («Radio France Isère»));
  - в 1983—2000 гг. вещание по 2-й радиопрограмме в департаментах Савойя и Верхняя Савойя («Радио Франс Па де Савойе» («Radio France Pays de Savoie»))
- (области Лимузен и Пуату-Шаранта)
  - с 2000 года местные передачи по программе «Франс Блю» в департаментах Дё-Сёвр, Вьенна, Коррез и Верхняя Вьенна («Франс Блю Лимузен» (France Bleu Limousin));
  - с 2000 года местные передачи по программе «Франс Блю» в департаменте Крёз «Франс Блю Крёз» (France Bleu Creuse);
  - с 19 ноября 2001 года местные передачи по программе «Франс Блю» в департамтах Дё-Севр и Вьенна («Франс Блю Пуату» (France Bleu Poitou));
  - с 2000 года местные передачи по программе «Франс Блю» в департаментах Шаранта и Приморская Шаранта («Франс Блю Ля Рошель» (France Bleu La Rochelle));
  - в 1983—2000 гг. вещание по 2-й радиопрограмме в департаментах Дё-Сёвр, Вьенна, Коррез и Верхняя Вьенна, до 1987 года — также в департаментах Шаранта и Приморская Шаранта («Радио Франс Лимож» («Radio France Limoges»));
  - в 1983—2000 гг. вещание по 2-й радиопрограмме в департаменте Крёз («Радио Франс Крёз» («Radio France Creuse»));
  - в 1987—2000 гг. вещание по 2-й радиопрограмме в департаментах Шаранта и Приморская Шаранта («Радио Франс Ля Рошель» («Radio France La Rochelle»));
- (области Прованс-Альпы-Лазурный берег и Корсика)
  - с 1983 до 2000 года местные передачи по программе «Франс Энтер Пари» в коммуне Марсель («ФИП Марсель» (FIP Marseille));
  - с 1983 до 2000 года местные передачи по программе «Франс Энтер Пари» в коммуне Ницца («ФИП Кот д’Ажур» (FIP Côte d’Azur));
  - с 2000 года местные передачи по программе «Франс Блю» в департаменте Приморские Альпы («Франс Блю Азур» (France Bleu Azur));
  - с 2000 года местные передачи по программе «Франс Блю» в департаментах Буш-дю-Рон, Вар, Альпы Верхнего Прованса, Верхние Альпы («Франс Блю Прованс» (France Bleu Provence));
  - с 2000 года местные передачи по программе «Франс Блю» в департаменте Воклюз «Франс Блю Воклюз» (France Bleu Vaucluse);
  - с 2000 года местные передачи по программе «Франс Блю» в области Корсика («Франс Блю РЦФМ» (France Bleu RCFM));
  - в 1983—2000 гг. вещание по 2-й радиопрограмме в департаменте Воклюз («Радио Франс Воклюз» («Radio France Vaucluse»));
  - в 1983—2000 гг. вещание по 2-й радиопрограмме в департаменте Приморские Альпы («Радио Франс Кот-д’Ажур» («Radio France Côte d’Azur»));
  - в 1983—2000 гг. вещание по 2-й радиопрограмме в департаменте Буш-дю-Рон, Вар, Альпы Верхнего Прованса, Верхние Альпы («Радио Франс Прованс» («Radio France Provence»));
  - в 1984—2000 гг. вещание по 2-й радиопрограмме в области Корсика;
- (области Лангедок-Руссильон и Юг-Пиринеи)
  - с 2000 года местные передачи по программе «Франс Блю» в департаменте Эро («Франс Блю Эро» (France Bleu Hérault));
  - с 2000 года местные передачи по программе «Франс Блю» в департаментах Пиринеи Восточные и Од («Франс Блю Руссильон» (France Bleu Roussillon));
  - с 2000 года местные передачи по программе «Франс Блю» в департаментах Гар и Лозер («Франс Блю Гар Лозер» (France Bleu Gard Lozère));
  - с 1983 до 1988 года местные передачи по программе «Франс Энтер Пари» в коммуне Тулуза («ФИП Тулуз» (FIP Toulouse));
  - с 23 февраля 2011 года местные передачи по программе «Франс Блю» в области Юг-Пиринеи «Франс Блю Окситани» (France Bleu Occitanie), до 12 декабря 2017 года — «Франс Блю Тулуз» (France Bleu Toulouse);
  - в 1983—2000 гг. вещание по 2-й радиопрограмме в департаментах Пиринеи Восточные и Од (программе «Радио Франс Руссильон» («Radio France Roussillon»));
  - в 1983—2000 гг. вещание по 2-й радиопрограмме в департаменте Эро (программе «Радио Франс Эро» («Radio France Hérault»));
  - в 1983—2000 гг. вещание по 2-й радиопрограмме в департаментах Гар и Лозер (программе «Радио Франс Ним» («Radio France Nîmes»));
  - в 1983—1997 гг. вещание по 2-й радиопрограмме в области Пиринеи-Юг (программе «Радио Франс Тулуз» («Radio France Toulouse»))[6];
- (область Аквитания)
  - с 1983 до 2020 года местные передачи по программе «Франс Энтер Пари» («ФИП Бордо» (FIP Bordeaux)), звучавшей на ультракоротких волнах в коммунах Бордо и Аркашон;
  - с 2000 года местные передачи по программе «Франс Блю» в департаменте Жиронда («Франс Блю Жиронд» (France Bleu Gironde));
  - с 2000 года местные передачи по программе «Франс Блю» в департаменте Атлантические Пининеи («Франс Блю Па Баск» (France Bleu Pays Basque));
  - с 2000 года местные передачи по программе «Франс Блю» в департаменте Атлантические Пиринеи («Франс Блю Беарн Бигор» (France Bleu Bearn Bigorre)), до сентября 2020 года — «Франс Блю Беарн» (France Bleu Béarn);
  - с 2000 года местные передачи по программе «Франс Блю» в департаменте Атлантические Пининеи («Франс Блю Гасконь» (France Bleu Gascogne));
  - с 2000 года местные передачи по программе «Франс Блю» в департаменте в департаментах Дордонь и Ло и Гаронна («Франс Блю Перигор» (France Bleu Périgord)).
  - в 1983—2000 гг. вещание по 2-й радиопрограмме в департаменте Жиронда
  - в 1983—2000 гг. вещание по 2-й радиопрограмме в департаменте Атлантические Пиринеи (радиопрограмме «Радио Франс По Беарн» («Radio France Pau Béarn»));
  - в 1983—2000 гг. вещание по 2-й радиопрограмме в департаментах Дордонь и Ло и Гаронна (радиопрограмме «Радио Франс Перигор» («Radio France Périgord»));
  - в 1983—2000 гг. вещание по 2-й радиопрограмме в департаменте Атлантические Пининеи (радиопрограмме «Радио Франс Па де Баск» («Radio France Pays basque»));
  - в 1983—2000 гг. вещание по 2-й радиопрограмме в департаменте Ланды («Радио Франс Ланд» («Radio France Landes»));

## Деятельность компании в Интернете
Радиокомпания ведёт в Интернете:
- Сайт «радиофранс.фр» (radiofrance.fr);
- до конца 2010-х гг. сайт «франсэнтер.фр» (franceinter.fr);
- до конца 2010-х гг. сайт «фип.фр» (fip.fr);
- до конца 2010-х гг. сайт «франскюльтюр.фр» (franceculture.fr);
- до конца 2010-х гг. сайт «франсмюзик.фр» (francemusique.fr);
- Страницу «Radio France» на сайте «youtube.com» и страницы посвящённые каждой из радиопрограмм;
- Страницу «Radio France» на сайте «facebbok.com» и страницы посвящённые каждой из радиопрограмм;
- Страницу «Radio France» на сайте «twitter.com» и страницы посвящённые каждой из радиопрограмм;

## Владельцы
Владельцами радиокомпании являются:
- в 1975—2004 гг. — Министерство национальной экономики Франции
- с 2004 года — Агентство государственного присутствия

## Руководство
Руководство компанией осуществляют:
- президент с полномочиями генерального директора (Président-directeur général), назначаемый Управлением по регулированию аудиовизуальных и цифровых коммуникаций (с 4 февраля 2009 до 15 ноября 2013 года и с 1975 до 1982 года — президентом республики по предложению правительства), президенту подчинены генеральный директор-помощник (ранее — генеральный директор (Directeur Général délégué)) и директора антенн центральных филиалов
- административный совет (Conseil d’administration), состоящий из 12 членов, 2 из которых назначаются Сенатом и Национальным Собранием, 4 — Президентом Республики по предложению Правительства, 2 — трудовым коллективом, 4 — Управлением по регулированию аудиовизуальных и цифровых коммуникаций[7][8].

## Подразделения
- единица информации
- Филиал «Франс Энтер»;
  - единица программ;
- Филиал «ФИП»;
  - Служба программ;
- Филиал «Франс Кюльтур»;
  - Служба программ;
- Филиал «Франс Мюзик»;
  - Служба программ;
- с 2 июня 1980 года филиал «Франс Энфо», до 1 июня 1987 года — «Радио 7» (Radio 7);
- с 20 декабря 1980 года филиал «Франс Блю» — до 4 сентября 2000 года — «Радио Блю» (Radio Bleue);
- с 17 июня 1997 года филиал «Ле Мув», до 1997 года назывался «Радио Франс Тулуз» (Radio France Toulouse), до июня 2010 года располагался в Тулузе;
- с 1989 до 30 августа 2010 года филиал «Франс Вивас» (France Vivace);
- художественные коллективы (Национальный оркестр Франции (Orchestre national de France), Филармонический оркестр Радио Франции (Orchestre philharmonique de Radio France), Молодёжный Хор Radio France (Chœur de Radio France), Хор Метров Radio France (Maîtrise de Radio France))

## Филиалы
- (область Эльзас)
  - «Франс Блю Эльзас» (France Bleu Alsace) — филиал компании в области Эльзас;
- (области Лотарингия и Шампань-Арденны)
  - с 2001 года — «Франс Блю Лоррэн Нор» (France Bleu Lorraine Nord) — филиал компании в департаменте Мозель;
  - «Франс Блю Сю Лоррэн» (France Bleu Sud Lorraine) — филиал компании в департаментах Вогёзы и Мёрт и Мозель ;
  - «Франс Блю Шампань-Арденн» (France Bleu Champagne-Ardenne) — филиал компании в области Шампань-Арденны;
- (области Нор — Па-де-Кале и Пикардия)
  - «Франс Блю Нор» (France Bleu Nord) — филиал компании в области Нор-па-де-Кале;
  - «Франс Блю Пикарди» (France Bleu Picardie) — филиал компании в области Пикардия;
- (области Верхняя Нормандия и Нижняя Нормегдия)
  - «Франс Блю Норманди (Руан)» (France Bleu Normandie (Rouen)) — филиал компании в области Верхняя Нормандия;
  - «Франс Блю Норманди (Кан)» (France Bleu Normandie (Caen))) — филиал компании в департаментах Кальвадос и Орн;
  - «Франс Блю Котентен» (France Bleu Cotentin) — филиал компании в департаменте Манш;
- (области Иль-де-Франс и Центр)
  - с 2002 года — «Франс Блю Пари» (France Bleu Paris)) филиал компании в регионе Иль-де-Франс;
  - «Франс Блю Орлеан» (France Bleu Orléans) — филиал компании в департаментах Эр и Луар, Луар и Шер, Луаре;
  - «Франс Блю Берри» (France Bleu Berry) — филиал компании в департаментах Эндр и Шер;
  - «Франс Блю Турэн» (France Bleu Touraine) — филиал компании в департаменте Эндр и Луара;
- (области Бургундия и Франш-Конте)
  - «Франс Блю Безансон» (France Bleu Besançon)) — филиал компании в области Франш-Конте, кроме департамента Бельфор;
  - «Франс Блю Бельфор Монбельяр» (France Bleu Belfort Montbéliard) — филиал компании в департаменте Бельфор;
  - с 2000 года «Франс Блю Бургонь» (France Bleu Bourgogne) — филиал компании в области Бургундия, кроме департамента Осер;
  - с 2000 года «Франс Блю Осер» (France Bleu Auxerre) — филиал в департаменте Осер ();
- (области Бретань и Земли Луары)
  - с 1 июня 2010 года — «Франс Блю Мэн» (France Bleu Maine) — филиал компании в департаменте Сарта;
  - «Франс Блю Луар Осеан» (France Bleu Loire Océan) — филиал компании в департаментах Атлантическая Луара, Мен и Луара, Сарта и Вандея;
  - «Франс Блю Майенн» (France Bleu Mayenne) — филиал компании в департаменте Майенн;
  - «Франс Блю Арморик» (France Bleu Armorique) — филиал компании в департаментах Иль-и-Вилен, Кот-д’Армор и Морбиан;
  - «Франс Блю Брез Изель» (France Bleu Breizh Izel)) — филиал компании в департаменте Финистер;
- (области Рона-Альпы и Овернь)
  - «Франс Блю Па де Савойе» (France Bleu Pays de Savoie) — филиал компании в департаментах Савойя и Верхняя Савойя;
  - «Франс Блю Дром Ардеш» (France Bleu Drôme Ardèche) — филиал компании в департаментах Дром и Ардеш;
  - «Франс Блю Изер» (France Bleu Isère) — филиал компании в департаменте Изе;
  - с 9 сентября 2012 — «Франс Блю Сен-Этьен Луар» (France Bleu Saint-Etienne Loire) — филиал компании в департаменте Луара;
  - «Франс Блю Па д’Овернь» (France Bleu Pays d’Auvergne) — филиал компании в области Овернь;
- (области Лимузен и Пуату-Шаранта)
  - «Франс Блю Лимузен» (France Bleu Limousin) — филиал компании в департаментах Дё-Сёвр, Вьенна, Коррез и Верхняя Вьенна;
  - «Франс Блю Крёз» (France Bleu Creuse) — филиал компании в департаменте Крёз;
  - с 19 ноября 2001 года «Франс Блю Пуату» (France Bleu Poitou) — филиал компании в департамтах Дё-Севр и Вьенна;
  - «Франс Блю Ля Рошель» (France Bleu La Rochelle) — филиал компании в департаментах Шаранта и Приморская Шаранта;
- (области Прованс-Альпы-Лазурный берег и Корсика)
  - «Франс Блю Азур» (France Bleu Azur) — филиал компании в департаменте Приморские Альпы;
  - «Франс Блю Прованс» (France Bleu Provence) — филиал компании в департаментах Буш-дю-Рон, Вар, Альпы Верхнего Прованса, Верхние Альпы;
  - «Франс Блю Воклюз» (France Bleu Vaucluse) — филиал компании в департаменте Воклюз;
  - «Франс Блю РЦФМ» (France Bleu RCFM)) — филиал компании в области Корсика;
- (области Лангедок-Руссильон и Юг-Пиринеи)
  - «Франс Блю Эро» (France Bleu Hérault) — филиал компании в департаменте Эро;
  - «Франс Блю Руссильон» (France Bleu Roussillon) — филиал компании в департаментах Пиринеи Восточные и Од ;
  - «Франс Блю Гар Лозер» (France Bleu Gard Lozère) — филиал компании в департаментах Гар и Лозер;
  - с 23 февраля 2011 года «Франс Блю Окситани» (France Bleu Occitanie) — филиал компании в области Юг-Пиринеи;
- (область Аквитания)
  - «Франс Блю Жиронд» (France Bleu Gironde)) — филиал компании в департаменте Жиронда;
  - «Франс Блю Па Баск» (France Bleu Pays Basque) — филиал компании в департаменте Атлантические Пининеи;
  - «Франс Блю Беарн Бигор» (France Bleu Bearn Bigorre) — филиал компании в департаменте Атлантические Пиринеи;
  - «Франс Блю Гасконь» (France Bleu Gascogne) — филиал компании в департаменте Атлантические Пининеи;
  - «Франс Блю Перигор» (France Bleu Périgord) — филиал компании в департаментах Дордонь и Ло и Гаронна.

## Финансирование
Радиокомпания финансируется Министерством экономики и финансов Франции преимущественно от средств от сбора абонемента (Redevance audiovisuelle) со всех владельцев радиоприёмников и телевизоров, в меньшей степени - за счёт продажи рекламного времени, продажи прав на создание по мотивам радиоспектаклей радиокомпании других художественных произведений (экранизаций, новеллизаций, приквелов, сиквелов, римейков, театральных адаптаций) и продажи их населению на аудионаосителях для индивидуального прослушивания.

## Членство
Радиокомпания является:
- с 1975 года членом Европейского союза радиовещания;
- в 1975—2016 гг. членом ассоциации «Государственное франкоязычное радио»
- с 2016 года членом ассоциации «Франкоязычные государственные медиа»;
- членом CIRTEF.

## Активы
Компании принадлежат:
- с 1975 года Парижский радиодом (фр. Maison de la Radio), расположен в 16-м округе Парижа, крупнейшие радиодома в Бордо, Тулузе, Монпелье, Ренне, Руане, Страсбурге, Нанси, Дижоне, Лимузене
- 15 % капитала анонимного общества Арте Франс ведущего вещание по франко-германским телеканалам «Арте Франсес» и «Арте Дойч»;
- 100 % капитала анонимного общества «Радио Франс Пюблисите» (Radio France Publicité) — организация осуществляющая продажу рекламного времени на радиостанциях Radio France, возглавляется директором[9]
- (область Эльзас)
  - с 1983 года радиодом в Страсбурге;
- (области Лотарингия и Шампань-Арденны)
  - с 2001 года радиодом в Меце;
  - с 1983 года радиодом в Нанси;
  - с 1983 года радиодом в Реймсе;
- (области Нор — Па-де-Кале и Пикардия)
  - с 1980 года радиодом в Лилле;
  - с 1985 года радиодом в Амьене;
- (области Верхняя Нормандия и Нижняя Нормегдия)
  - с 1986 года радиодом в Руане;
  - с 1986 года радиодом в Кане;
  - с 1983 года радиодом в Шербуре;
- (области Иль-де-Франс и Центр)
  - c 1980 года радиодом в Мелёне;
  - с 1983 года радиодом в Орлеане;
  - с 1983 года радиодом в Шатору;
  - с 1988 года радиодом в Туре;
- (области Бургундия и Франш-Конте)
  - с 1983 года радиодом в Безансоне;
  - с 1983 года радиодом в Бельфоре;
  - с 1983 года радиодом в Дижоне;
  - с 1988 года радиодом в Осере;
- (области Бретань и Земли Луары)
  - с 1 июня 2010 года радиодом в Ле-Мане;
  - с 1983 года радиодом в Нанте;
  - с 1980 года радиодом в Лавале;
  - с 1983 года радиодом в Ренне;
  - с 1983 года радиодом в Кемпере;
- (области Рона-Альпы и Овернь)
  - с 1983 до 2000 года радиодом в Лионе
  - с 1988 года радиодом в Шамбберри;
  - с 1983 года радиодом в Валансе;
  - с 1983 года радиодом в Гренобле;
  - с 2012 года радиодом в Сен-Этьене;
  - с 1983 года радиодом в Клермон-Ферране;
- (области Лимузен и Пуату-Шаранта)
  - с 1983 года радиодом в Лиможе;
  - с 1983 года радиодом в Гере;
  - с 2001 года радиодом в Пуатье;
  - с 1987 года радиодом в Ля-Рошеле;
- (области Прованс-Альпы-Лазурный берег и Корсика)
  - с 1983 до 2000 года радиодом в Марселе;
  - с 1983 года радиодом в Ницце;
  - с 1983 года радиодом в Экс-ан-Провансе;
  - с 1983 года радиодом в Авиньоне;
  - с 1984 года радиодом в Аяччо;
- (области Лангедок-Руссильон и Юг-Пиринеи)
  - с 1983 года радиодом в Монпелье;
  - с 1983 года радиодом в Русильоне;
  - с 1983 года радиодом в Ниме;
  - с 1983 года радиодом в Тулузе;
- (область Аквитания)
  - с 1983 года радиодом в Бордо;
  - с 1983 года радиодом в Байонне;
  - с 1984 года радиодом в По;
  - с 1983 года радиодом в Мон-де-Марсане;
  - с 1983 года радиодом в Перигё.

- Парижский радиодом «Радио Франс»
- Парижский радиодом «Радио Франс» - вид с Эйфелевой башни

## Цифровое вещание
- Транспондер 11480 Гц (спутник Eutelsat 5) — France Inter, France Cultur, France Musique, Mouv, FIP, France Info
- Транспондер 12564 Гц (спутник Eutelsat 5) — France Inter, France Cultur, France Musique, Mouv, FIP, France Info, France Bleu
- Транспондер 12690 Гц (спутник Eutelsat 5) — France Bleu и FIP[10]